# Ringer-Bundesliga 2019/20
Die DRB-Bundesliga 2019/20 war die 56. Saison in der Geschichte der Ringer-Bundesliga.

## Vorrunde

### DRB-Bundesliga Nordwest
| Pl. | Verein                         | Kä | Pkt     | Dif  | Kampfpunkte |
| --- | ------------------------------ | -- | ------- | ---- | ----------- |
| 1.  | ASV Mainz 1888                 | 12 | 217:141 | 0+76 | 22:20       |
| 2.  | SV Alemannia Nackenheim        | 12 | 223:136 | 0+87 | 20:40       |
| 3.  | KSV Witten 07                  | 12 | 187:122 | 0+65 | 14:10       |
| 4.  | SC Siegfried Kleinostheim      | 12 | 176:157 | 0+19 | 12:12       |
| 5.  | RV Lübtheen                    | 12 | 169:176 | 0−7  | 10:14       |
| 6.  | RKG Reilingen-Hockenheim * (N) | 12 | 131:223 | 0−92 | 04:20       |
| 7.  | RC CWS Düren-Merken            | 12 | 108:256 | −148 | 02:22       |

### DRB-Bundesliga Südwest
| Pl. | Verein            | Kä | Pkt     | Dif  | Kampfpunkte |
| --- | ----------------- | -- | ------- | ---- | ----------- |
| 1.  | KSV Köllerbach    | 14 | 316:970 | +219 | 28:00       |
| 2.  | TuS Adelhausen    | 14 | 291:127 | +164 | 24:40       |
| 3.  | RKG Freiburg 2000 | 14 | 178:235 | 0−57 | 15:13 *     |
| 4.  | ASV Hüttigweiler  | 14 | 197:198 | 0−1  | 15:13 *     |
| 5.  | ASV Urloffen      | 14 | 195:216 | 0−21 | 08:20 **    |
| 6.  | KV 03 Riegelsberg | 14 | 163:263 | −100 | 08:20 **    |
| 7.  | AC Heusweiler     | 14 | 150:267 | −117 | 08:20 **    |
| 8.  | RG Hausen-Zell    | 14 | 167:254 | 0−87 | 6:22        |

- ASV Urloffen = 4:4 074:44 0Dif.: 30
- KV Riegelsberg = 4:4 053:61 0Dif.: −8
- AC Heusweiler = 4:4 047:69 0Dif.: −22

### DRB-Bundesliga Südost
| Pl. | Verein                    | Kä | Pkt     | Dif  | Kampfpunkte |
| --- | ------------------------- | -- | ------- | ---- | ----------- |
| 1.  | SV Wacker Burghausen (M)  | 14 | 296:102 | +194 | 26:20       |
| 2.  | Red Devils Heilbronn (U)  | 14 | 246:152 | 0+94 | 24:40       |
| 3.  | ASV Schorndorf (N)        | 14 | 209:160 | 0+49 | 17:11       |
| 4.  | SV St. Johannis 07        | 14 | 183:188 | 0−5  | 16:12 *     |
| 5.  | RSV Rotation Greiz        | 14 | 201:201 | 0±0  | 16:12 *     |
| 6.  | SV Siegfried Hallbergmoos | 14 | 166:247 | 0−81 | 09:19       |
| 7.  | FC Erzgebirge Aue         | 14 | 153:237 | 0−84 | 04:24       |
| 8.  | AC Lichtenfels (N)        | 14 | 108:275 | −167 | 00:28       |

| Legende |                                                                       |
|         | Teilnehmer an der Endrunde 2019/20                                    |
|         | Absteiger in die Regional- und Oberligen der Landesverbände 2020/21   |
| (M)     | Deutscher Meister 2018/19                                             |
| (U)     | Umgruppierung aus Staffel Nordwest 2018/19                            |
| (N)     | Aufsteiger aus den Regional- und Oberligen der Landesverbände 2018/19 |

## Endrunde

### Viertelfinale
Die Viertelfinalkämpfe fanden am 28. Dezember 2019 und am 4. Januar 2020 statt.
|                      |                         | 1. Kampf | 2. Kampf | Gesamt |
| -------------------- | ----------------------- | -------- | -------- | ------ |
| KSV Witten 07        | KSV Köllerbach          | 07:24    | 10:23    | 17:47  |
| RKG Freiburg 2000    | SV Alemannia Nackenheim | 08:23    | 04:35    | 12:58  |
| Red Devils Heilbronn | ASV Mainz 1888          | 18:12    | 11:17    | 29:29  |
| TuS Adelhausen       | SV Wacker Burghausen    | 08:18    | 04:24    | 12:42  |

### Halbfinale
Die Halbfinalkämpfe fanden am 11. und 18. Januar 2020 statt.
|                |                         | 1. Kampf | 2. Kampf | Gesamt |
| -------------- | ----------------------- | -------- | -------- | ------ |
| KSV Köllerbach | SV Alemannia Nackenheim | 13:14    | 16:12    | 29:26  |
| ASV Mainz 1888 | SV Wacker Burghausen    | 09:20    | 08:20    | 17:40  |

### Finale
Die Finalkämpfe fanden am 25. Januar und am 1. Februar 2020 statt.
|                |                      | 1. Kampf | 2. Kampf | Gesamt |
| -------------- | -------------------- | -------- | -------- | ------ |
| KSV Köllerbach | SV Wacker Burghausen | 13:15    | 10:19    | 23:34  |